# Meteorus abdominator
Meteorus abdominator är en stekelart som först beskrevs av Christian Gottfried Daniel Nees von Esenbeck 1811.  Meteorus abdominator ingår i släktet Meteorus och familjen bracksteklar. Arten är reproducerande i Sverige. Inga underarter finns listade i Catalogue of Life.